# 黑带腹链蛇
黑带腹链蛇（学名：Hebius bitaeniata）为水游蛇科东亚腹链蛇属的爬行动物。分布于缅甸、越南以及中国大陆的云南等地，其标本采集自山区。其生存的海拔范围为800至1400米。该物种的模式产地在缅甸北掸邦。

## 保护
本种于2023年被收录入《有重要生态、科学、社会价值的陆生野生动物名录》。